# Brie Larson-filmográfia

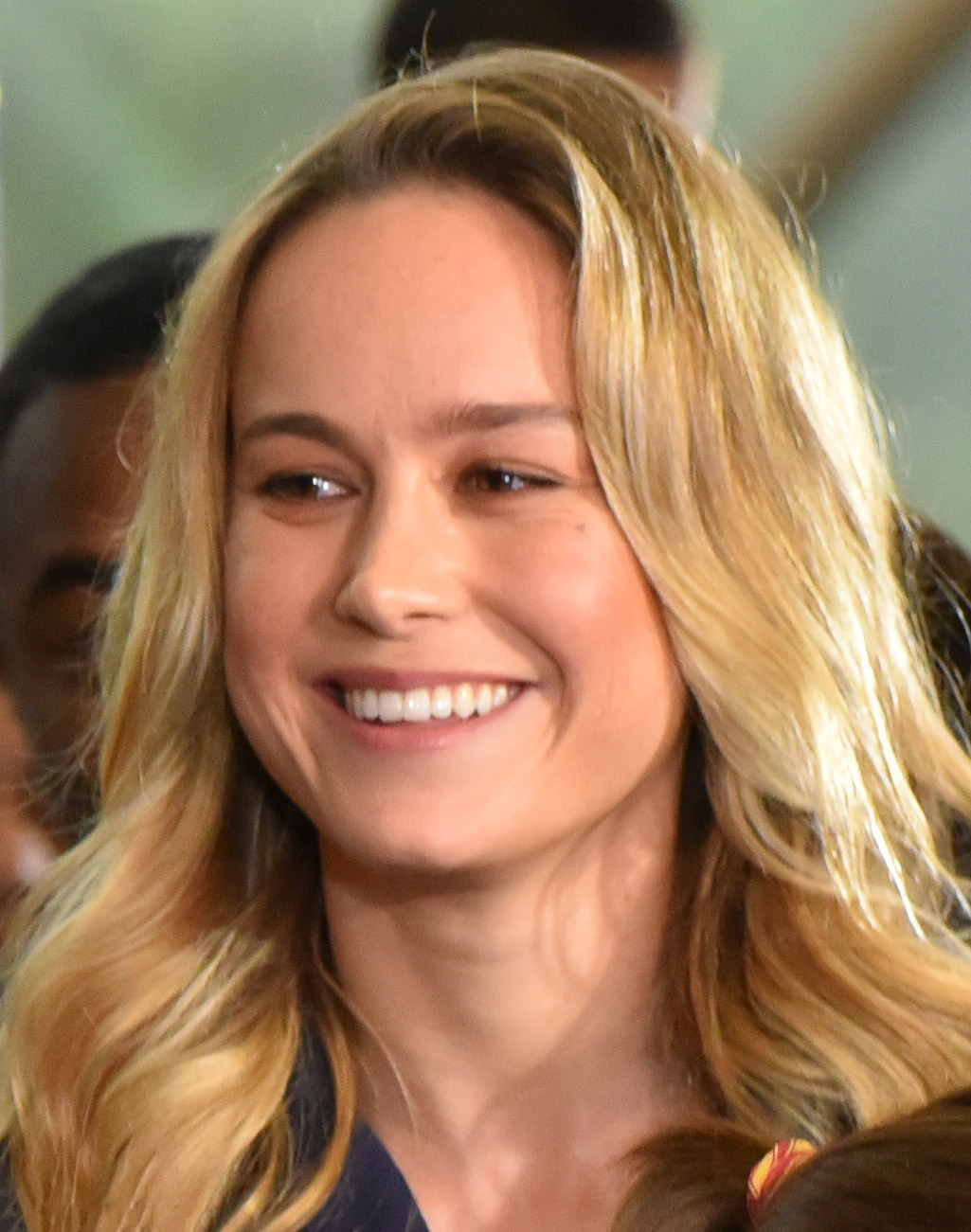
2018-ban

Brie Larson Oscar-díjas amerikai színésznő, énekesnő, filmrendező és aktivista.

## Filmográfia

### Film

#### Rendező és író
| Év   | Cím           | Feladatkör | Feladatkör | Megjegyzések |
| Év   | Cím           | Rendező    | Író        | Megjegyzések |
| ---- | ------------- | ---------- | ---------- | ------------ |
| 2011 | Weighting     | Igen       | Igen       | rövidfilm    |
| 2012 | The Arm       | Igen       | Igen       | rövidfilm    |
| 2017 | Unicorn Store | Igen       | Igen       |              |

#### Színész
| Év   | Magyar cím                            | Eredeti cím                               | Szerep                           | Magyar hang        |
| ---- | ------------------------------------- | ----------------------------------------- | -------------------------------- | ------------------ |
| 1999 |                                       | Special Delivery                          | Little Angel                     |                    |
| 2003 |                                       | Right on Track                            | Courtney Enders                  |                    |
| 2004 | Hirtelen 30                           | 13 Going on 30                            | lány                             |                    |
| 2004 | Ottalvós buli                         | Sleepover                                 | Elizabeth "Liz" Daniels          |                    |
| 2005 |                                       | Madison                                   | versenyző lány                   |                    |
| 2006 | Bagolyvédők                           | Hoot                                      | Beatrice Leep                    | Nemes Takách Kata  |
| 2007 | Pingvin-show                          | Farce of the Penguins                     | I Need a Z-Pack Penguin (hangja) | Nemes Takách Kata  |
| 2008 |                                       | Remember the Daze                         | Angie                            |                    |
| 2008 |                                       | The Babysitter (rövidfilm)                | Allison                          |                    |
| 2009 | Lepattant a fater, zúzzuk le a kecót! | House Broken                              | Susan "Suzy" Decker              |                    |
| 2009 | Külvárosi kamaszok                    | Just Peck                                 | Emily                            |                    |
| 2009 |                                       | Tanner Hall                               | Kate                             |                    |
| 2010 | Greenberg                             | Greenberg                                 | Sara                             |                    |
| 2010 | Scott Pilgrim a világ ellen           | Scott Pilgrim vs. the World               | Envy Adams                       | Bogdányi Titanilla |
| 2011 |                                       | Treatment                                 | Franny                           |                    |
| 2011 |                                       | Smorgasbord (rövidfilm)                   | Ciara                            |                    |
| 2011 | Rampart                               | Rampart                                   | Helen                            | Bogdányi Titanilla |
| 2012 | 21 Jump Street – A kopasz osztag      | 21 Jump Street                            | Molly                            | Csuha Bori         |
| 2012 | Boldog-boldogtalan                    | The Trouble with Bliss                    | Stephanie Jouseski               | Bogdányi Titanilla |
| 2013 |                                       | Bitter Orange (rövidfilm)                 | Myrtle                           |                    |
| 2013 | Don Jon                               | Don Jon                                   | Monica Martello                  | Csuha Bori         |
| 2013 | Átmeneti állomás                      | Short Term 12                             | Grace                            |                    |
| 2013 | Az élet habzsolva                     | The Spectacular Now                       | Cassidy                          | Bogdányi Titanilla |
| 2014 | Hazárdjáték                           | The Gambler                               | Amy Phillips                     | Szávai Viktória    |
| 2015 | Az eltűnt tűz nyomában                | Digging for Fire                          | Max                              | Bogdányi Titanilla |
| 2015 | Kész katasztrófa                      | Trainwreck                                | Kim Townsend                     | Zsigmond Tamara    |
| 2015 | A szoba                               | Room                                      | Joy "Ma" Newsome                 | Szinetár Dóra      |
| 2016 |                                       | Basmati Blues                             | Linda                            |                    |
| 2016 | Össztűz                               | Free Fire                                 | Justine                          | Zsigmond Tamara    |
| 2017 | Kong: Koponya-sziget                  | Kong: Skull Island                        | Mason Weaver                     | Zsigmond Tamara    |
| 2017 | Az üvegpalota                         | The Glass Castle                          | Jeannette Walls                  | Sallai Nóra        |
| 2017 | Csillogó álmom                        | Unicorn Store                             | Kit                              |                    |
| 2019 | Marvel Kapitány                       | Captain Marvel                            | Carol Danvers / Marvel kapitány  | Mórocz Adrienn     |
| 2019 | Bosszúállók: Végjáték                 | Avengers: Endgame                         | Carol Danvers / Marvel kapitány  | Mórocz Adrienn     |
| 2020 | Just Mercy – A kegyelem ára           | Just Mercy                                | Eva Ansley                       | Ágoston Katalin    |
| 2021 | Shang-Chi és a tíz gyűrű legendája    | Shang-Chi and the legend of the Ten Rings | Carol Danvers / Marvel kapitány  | Mórocz Adrienn     |
| 2023 | Halálos iramban 10.                   | Fast X                                    | Tess                             | Mórocz Adrienn     |
| 2023 | Marvelek                              | The Marvels                               | Carol Danvers / Marvel kapitány  | Mórocz Adrienn     |

### Televízió
| Év        | Magyar cím                      | Eredeti cím                     | Szerep                          | Megjegyzések                                      |
| --------- | ------------------------------- | ------------------------------- | ------------------------------- | ------------------------------------------------- |
| 1998      |                                 | The Tonight Show with Jay Leno  | több szerep                     | 2 epizód                                          |
| 1998      |                                 | To Have & to Hold               | Lily Quinn                      | 2 epizód                                          |
| 1999      | Angyali érintés                 | Touched by an Angel             | Rachel                          | 1 epizód                                          |
| 1999      |                                 | Popular                         | Robin Robin                     | 1 epizód                                          |
| 2000      |                                 | Then Came You                   | fiatal Allison                  | 1 epizód                                          |
| 2000      |                                 | Schimmel                        | Samantha                        | próbaepizód                                       |
| 2001–2002 |                                 | Raising Dad                     | Emily Stewart                   | 22 epizód                                         |
| 2003      | Autós csajok                    | Right on Track                  | Courtney Enders                 | tévéfilm                                          |
| 2003      |                                 | Hope & Faith                    | Sydney Shanowski                | próbaepizód (nem került adásba)                   |
| 2008      | Szellemekkel suttogó            | Ghost Whisperer                 | Krista Eisenburg                | 1 epizód                                          |
| 2009      |                                 | The Burg                        | hipszter lány                   | 1 epizód                                          |
| 2009–2011 | Tara alteregói                  | United States of Tara           | Katherine "Kate" Gregson        | - 36 epizód - magyar hangja: - Bogdányi Titanilla |
| 2011      | A Liga                          | The League                      | Ashley                          | 2 epizód                                          |
| 2012      |                                 | NTSF:SD:SUV::                   | Katerin                         | 1 epizód                                          |
| 2012      |                                 | Entry Level                     | Laura                           | próbaepizód                                       |
| 2013      |                                 | Kroll Show                      | főiskolás lány                  | 2 epizód                                          |
| 2013–2014 | Balfékek                        | Community                       | Rachel                          | 3 epizód                                          |
| 2015      |                                 | Comedy Bang! Bang!              | önmaga                          | 1 epizód                                          |
| 2016      | Saturday Night Live             | Saturday Night Live             | önmaga (házigazda)              | 1 epizód (Brie Larson / Alicia Keys)              |
| 2019      | Carpool Karaoke: A sorozat      | Carpool Karaoke: The Series     | önmaga                          | 1 epizód                                          |
| 2019      |                                 | Jimmy Kimmel Live!              | önmaga                          | 1 epizód                                          |
| 2019      | Bear Grylls: Sztárok a vadonban | Running Wild with Bear Grylls   | önmaga                          | 1 epizód                                          |
| 2020      |                                 | Animal Talking with Gary Whitta | önmaga (hangja)                 | 1 epizód                                          |
| 2022      | Ms. Marvel                      | Ms. Marvel                      | Carol Danvers / Marvel Kapitány | - 1 epizód - magyar hangja: - Mórocz Adrienn      |
| 2022      |                                 | Growing Up                      | önmaga                          | műsorvezető                                       |
| 2023      |                                 | HouseBroken                     | Bowie (hangja)                  | 1 epizód                                          |
| 2023      | Minden kémia                    | Lessons in Chemistry            | Elizabeth Zott                  | főszereplő                                        |
| 2023      | Scott Pilgrim rákapcsol         | Scott Pilgrim Takes Off         | Natalie "Envy" Adams (hangja)   | - 6 epizód - magyar hangja: - Szabó Luca          |

## Fordítás
- Ez a szócikk részben vagy egészben  a   List of Brie Larson performances című angol Wikipédia-szócikk fordításán alapul.  Az eredeti cikk szerkesztőit annak laptörténete sorolja fel. Ez a jelzés csupán a megfogalmazás eredetét és a szerzői jogokat jelzi, nem szolgál a cikkben szereplő információk forrásmegjelöléseként.